# Свети Георги (Лазаровци)
Вижте пояснителната страница за други значения на Свети Георги.
„Свети Георги“ (на македонска литературна норма: „Свети Ѓорѓи“) е православна църква в кичевското село Лазаровци, Северна Македония. Църквата е под управлението на Дебърско-Кичевската епархия на Македонската православна църква. Административно принадлежи към Четвърта кичевска енория.

## История
Църквата е разположена южно над селото и е изградена в края на XVI – началото на XVII век. Покрай църквата са старите селски гробища.
Църквата е широка 2,5 метра и е дълга 4,2 метра, а височината на най-високия дял възлиза на 3,5 метра. Стените са изградени от камък и варомазилка, а покривът е с каменни плочи. Покривът е двускатен и под него има слой пръст, който поддържа температура около 18 градуса, което допринася за запазването на стенописите. Иконостасът е изработен в XIX век, а стенописите датират от времето на създаване на църквата. На тях за изобразени дванадесетте апостоли.
Частично изписана е източната фасада.
Камбаната на църквата е една от най-големите в енорията. Камбанарията е направена в 1936 година. В „Свети Георги“ се съхраняват евангелия от XIX век.

## Галерия
- Стенописи, XVII век